# Hye (Texas)
Hye è una comunità non incorporata degli Stati Uniti d'America, situata nella contea di Blanco dello Stato del Texas.